# Vicalvi
Vicalvi ist eine Gemeinde in der Provinz Frosinone in der italienischen Region Latium mit 717 Einwohnern (Stand 31. Dezember 2023). Sie liegt 121 km östlich von Rom und 40 km östlich von Frosinone.
|  |

## Geographie
Vicalvi liegt in der östlichen Landschaft der Ciociaria.
Es ist Mitglied der Comunità Montana Valle di Comino.
Die Nachbarorte sind Alvito, Casalvieri, Fontechiari und Posta Fibreno.

### Verkehr
Vicalvi wird mit der Strada Statale 627 della Vandra, die von Sora nach Isernia führt, an das Fernstraßennetz angeschlossen.

## Bevölkerungsentwicklung
| Jahr      | 1861 | 1881 | 1901 | 1921 | 1936 | 1951 | 1971 | 1991 | 2001 |
| --------- | ---- | ---- | ---- | ---- | ---- | ---- | ---- | ---- | ---- |
| Einwohner | 720  | 779  | 678  | 1180 | 1155 | 1116 | 663  | 766  | 801  |

Quelle: ISTAT

## Politik
Gabriele Ricciardi (Bürgerliste Il Quadrifoglio) wurde im Mai 2011 zum Bürgermeister gewählt. Er löste Leonardo D’Agostini (Bürgerliste) ab, der von 2006 bis 2011 amtierte und nicht mehr kandidierte. Am 5. Juni 2016 wurde Ricciardi wiedergewählt.